# Α-ossidazione
La α-ossidazione è una via metabolica che trova luogo nei perossisomi, con il fine di catabolizzare acidi grassi ramificati come l'acido fitanico.

## Reazioni
- Nello svolgimento di questa via metabolica, il Fitanoil-CoA viene ossidato nel Carbonio α, tramite una reazione che prevede la presenza di O2, catalizzata dall'enzima Fitanoil-CoA diossigenasi.

Non è possibile svolgere una normale β-ossidazione in quanto il gruppo metilico presente sul Carbonio β la impedisce.
- Dopo l'idrossilazione l'acido grasso viene decarbossilato, con rilascio di Formil-CoA e formazione di un'aldeide che viene a sua volta ossidata ad acido.

- A questo punto non ci sono più metili sul Carbonio β, e può avvenire la β-ossidazione fino alla ramificazione successiva.

## Patologie correlate
Un difetto della Fitanoil-CoA diossigenasi provoca la Malattia di Refsum. Questa patologia dell'adulto deriva da un accumulo di acido fitanico non processato dall'enzima con conseguenti disturbi neurologici, cecità e sordità.